# Clun
Clun – miasto w Wielkiej Brytanii, w Anglii, w regionie West Midlands, w hrabstwie Shropshire. W 2001 r. miasto to zamieszkiwało 642 osób.